# Camp Woodward
Woodward Camp er en amerikansk summercamp beliggende i staten Pennsylvania. Den fokuserer på adrenalinsport og tilbyder kurser i gymnastik, cheerleading, skating (herunder BMX, inline, skating, etc.).
Woodward har også to mindre camps, henholdsvis Lake Owen og Woodward West.